# Diastolaspis novata
Diastolaspis novata är en insektsart som beskrevs av Brimblecombe 1959. Diastolaspis novata ingår i släktet Diastolaspis och familjen pansarsköldlöss. Inga underarter finns listade i Catalogue of Life.